# Nihon Jujutsu
Nihon Jujutsu (jap. 日本柔術, nihonjūjutsu, wörtlich japanische, weiche Kunst) ist eine moderne japanische Budō-Disziplin zur Selbstverteidigung und körperlichen Ertüchtigung, deren Techniken sowohl aus altertümlichen als auch aus zeitgenössischen japanischen Kampfkünsten zusammengefügt sind.

## Geschichte
In den 1940er-Jahren entwickelte der Meisterschüler von Mifune Kyūzō und Itō Kazuo (beide 10. Dan Meijin Judo), Satō Shizuya (10. Dan Meijin Nihon Jujutsu, 9. Dan Hanshi Judo, Gründungsmitglied und Chief-Instructor der IMAF), basierend auf den Techniken mehrerer traditioneller Jiu-Jitsu-Stile und dem Judo, das moderne japanische Nihon Jujutsu. Es wurde von der IMAF-Kokusai Budoin offiziell als neue Budo-Disziplin anerkannt und als eigenständiges System aufgenommen.
In Deutschland wird das Nihon Jujutsu in der DAKO (Deutsch-Asiatische Kampfkunst-Organisation), dem deutschen Partner-Budo-Verband der IMAF, unter der Leitung von Peter Klein (8. Dan Kyōshi Nihon Jujutsu, 7. Dan Jiu Jitsu), gelehrt.

## Techniken
Nihon Jujutsu beinhaltet:
- Taisabaki (Ausweichbewegungen)
- Ukemi (Rollen und Fallen)
- Kihon Waza (Grundtechniken)
- Kihon Kata (festgelegte Partnerübungen)
- Goshin-ho (freie Abwehrkombinationen)
- Tanbo-Jutsu (Umgang mit dem Kurzstock).

Mit Würfen, Hebeln, Schlägen, Tritten und Würgetechniken werden Angriffe aller Art abgewehrt.